# Pseudoceles ledereri
Pseudoceles ledereri är en insektsart som först beskrevs av Henri Saussure 1888.  Pseudoceles ledereri ingår i släktet Pseudoceles och familjen gräshoppor.

## Underarter
Arten delas in i följande underarter:
- P. l. ledereri
- P. l. lactea